# Andrij Deryzemlja
Andrij Vasyl'ovič Deryzemlja (in ucraino Андрій Васильович Дериземля?; Žovtneve, 18 agosto 1977) è un biatleta ucraino.

## Biografia
In Coppa del Mondo ha ottenuto il primo risultato di rilievo il 9 dicembre 1995 a Östersund (81°), il primo podio il 12 marzo 1999 a Oslo Holmenkollen (3°) e la prima vittoria il 26 gennaio 2003 ad Anterselva.
In carriera ha preso parte a cinque edizioni dei Giochi olimpici invernali, Nagano 1998 (45° nella sprint, 18° nella staffetta dopo essere stato portabandiera dell'Ucraina), Salt Lake City 2002 (38° nella sprint, 27° nell'individuale), Torino 2006 (27° nella sprint, 31° nell'inseguimento, 39° nell'individuale, 7° nella staffetta), Vancouver 2010 (5° nella sprint, 26° nell'inseguimento, 26° nella partenza in linea, 27° nell'individuale, 8° nella staffetta) e Soči 2014 (22° nella sprint, 46° nell'individuale, 36° nell'inseguimento, 9° nella staffetta, 7° nella staffetta mista), e a quattordici dei Campionati mondiali, vincendo due medaglie.

## Palmarès

### Mondiali
- 2 medaglie:
  - 2 bronzi (sprint[2] ad Anterselva 2007; staffetta[2] a Chanty-Mansijsk 2011)

### Coppa del Mondo
- Miglior piazzamento in classifica generale: 21º nel 2009 e nel 2010
- 11 podi (7 individuali, 4 a squadre[1]), oltre a quelli ottenuti in sede iridata e validi anche ai fini della Coppa del Mondo:
  - 1 vittoria (individuale)
  - 3 secondi posti (1 individuale, 2 a squadre)
  - 7 terzi posti (5 individuali, 2 a squadre)

#### Coppa del Mondo - vittorie
| Data            | Località   | Nazione | Spec. |
| --------------- | ---------- | ------- | ----- |
| 26 gennaio 2003 | Anterselva | Italia  | MS    |

Legenda:

MS = partenza in linea